# Milojko Spajić
Milojko Spajić, cyr. Милојко Спајић (ur. 24 września 1987 w Pljevlji) – czarnogórski polityk i ekonomista, w latach 2020–2022 minister finansów i zabezpieczenia społecznego, od 2023 premier Czarnogóry.

## Życiorys
Ukończył szkołę średnią w rodzinnej miejscowości. Jako stypendysta rządu japońskiego podjął studia na Uniwersytecie Osakijskim. Następnie kształcił się w zakresie ekonometrii i ekonomii ilościowej na Uniwersytecie w Saitamie. Przez semestr studiował też na Uniwersytecie Tsinghua. Uzyskał magisterium w HEC Paris. Pracował w Citibanku i Goldman Sachs, następnie został partnerem w funduszu venture capital w Singapurze.
W 2020 powrócił do Czarnogóry, został doradcą Zdravka Krivokapicia, lidera opozycyjnej koalicji wyborczej „Za budućnost Crne Gore”. W grudniu 2020 w jego nowo powołanym rządzie objął urząd ministra finansów i zabezpieczenia społecznego, który sprawował do kwietnia 2022. W czerwcu tegoż roku razem z Jakovem Milatoviciem współtworzył ruch polityczny Europa Teraz; objął funkcję przewodniczącego tego ugrupowania.
W wyborach w 2023 jego ugrupowanie zajęło pierwsze miejsce, Milojko Spajić uzyskał wówczas mandat posła do Zgromadzenia Czarnogóry. W sierpniu tegoż roku otrzymał misję sformowania nowego gabinetu. Po długotrwałych negocjacjach poparcie dla jego rządu zadeklarowały m.in. partie mniejszości albańskiej oraz prorosyjska koalicja Andriji Mandicia. 31 października 2023 parlament zatwierdził nowy gabinet, który rozpoczął urzędowanie tego samego dnia.